# Front national de libération du Congo

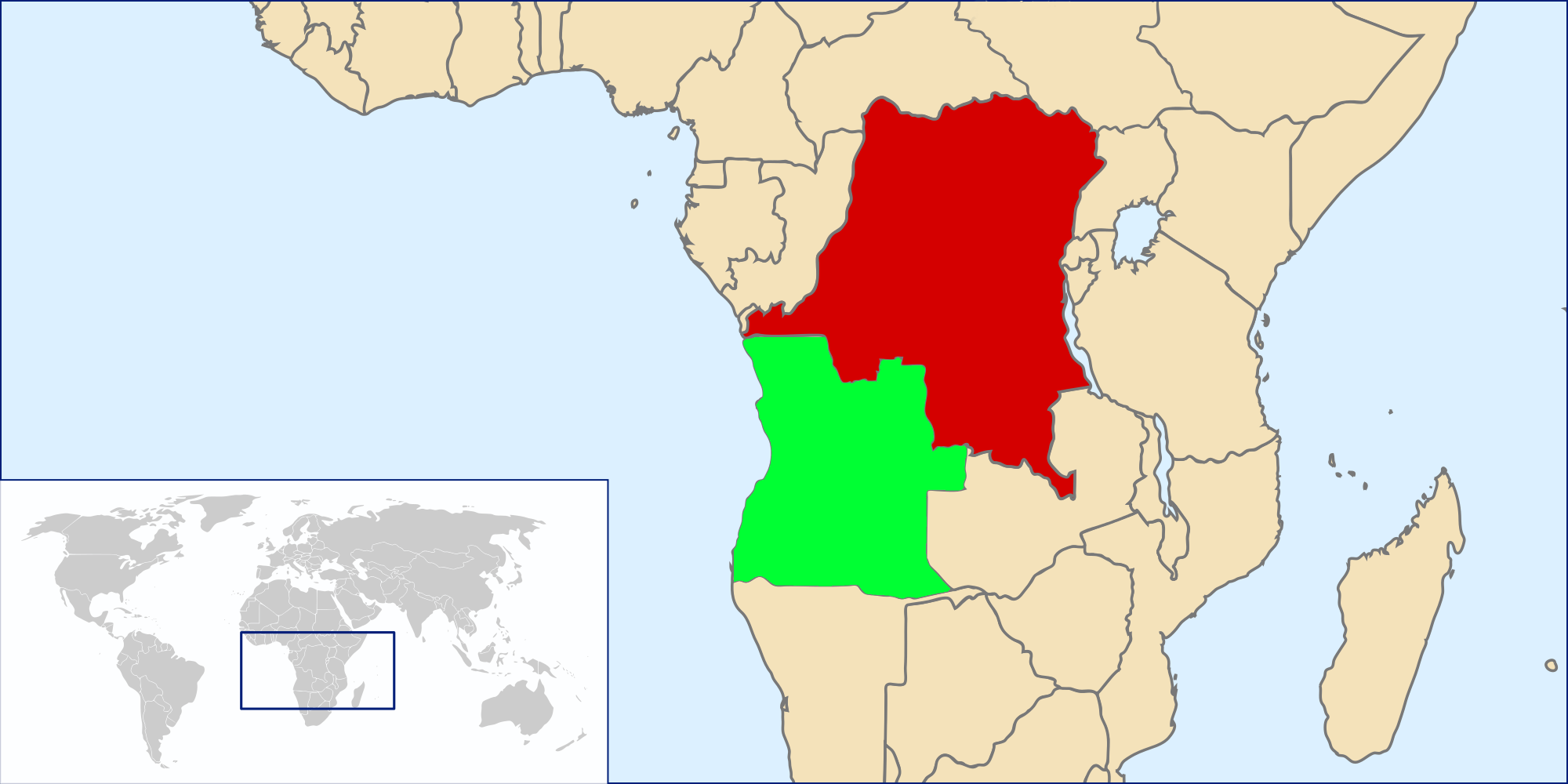
Lage von Zaire (rot) und Angola (hellgrün)

Die linksgerichtete Front national de libération du Congo (FNLC) war eine Rebellenbewegung in Zaire.
Sie wurde 1967 vom Brigadier Nathaniel Mbumba aus nach Angola geflohenen Mitgliedern der Gendarmerie der Katanga-Provinz gegründet und verfügte über den bewaffneten Arm Armée nationale pour la libération du Congo. Die Kämpfer der FLNC hatten zunächst im angolanischen Unabhängigkeitskrieg auf Seiten der Portugiesen gegen die União Nacional para a Independência Total de Angola (UNITA) gekämpft. Sie war eine der ersten Rebellengruppen, die den Diktator Mobutu Sese Seko bekämpfte. Unterstützung soll sie von der Partei des späteren Präsidenten Laurent-Désiré Kabilas, der Parti de la révolution populaire, erhalten haben. Sie hatte ihre Basis im Nordosten von Angola. Im März 1977 griff sie in der ersten Shaba-Invasion von Angola aus die rohstoffreiche Provinz Shaba (heute wieder Katanga) im Süden des Landes an. Der zairische Präsident Mobutu Sese Seko sah sich außerstande, die Invasion mit seiner eigenen Armee zurückschlagen. Darum ersuchte er ausländische Mächte um Hilfe und konnte die FNLC mithilfe marokkanischer Truppen sowie der französischen Fremdenlegion abwehren. Auch ein zweiter Angriff im Mai 1978, begünstigt durch Repressalien zairischer Regierungstruppen, die zur Flucht von 50.000 bis 70.000 Bewohnern Shabas nach Angola führten, wurde durch Soldaten der Fremdenlegion und Belgiens zurückgeschlagen. Unklar blieb, inwieweit die FLNC von Staaten des Ostblocks unterstützt wurde.
Es wurde vermutet, dass Kuba, die Sowjetunion oder auch die DDR die Rebellengruppe unterstützte. Die ostdeutsche Regierung soll über einen Pachtvertrag zwischen Zaire und der westdeutschen Raketenfirma OTRAG beunruhigt gewesen sein, bei dem diese rund 100.000 km² zu Testzwecken zur Verfügung gestellt bekam. Im Mai 1977 verwies die Regierung Zaires wegen der vermuteten Unterstützung der FNLC die DDR-Diplomaten des Landes.
In der Folge verblieb die FNLC in Angola und nahm dort 1983 im Rahmen des Bürgerkriegs an der Kampagne der Armee gegen die Rebellengruppe UNITA teil. Im Jahr 1984 verlegte die angolanische Regierung die FLNC in den Nordwesten Angolas, von wo aus sie keine Bedrohung für die Provinz Shaba mehr darstellten, als Zugeständnis an die Regierung Zaires.